# Palazzo delle Assicurazioni Generali (Milão)

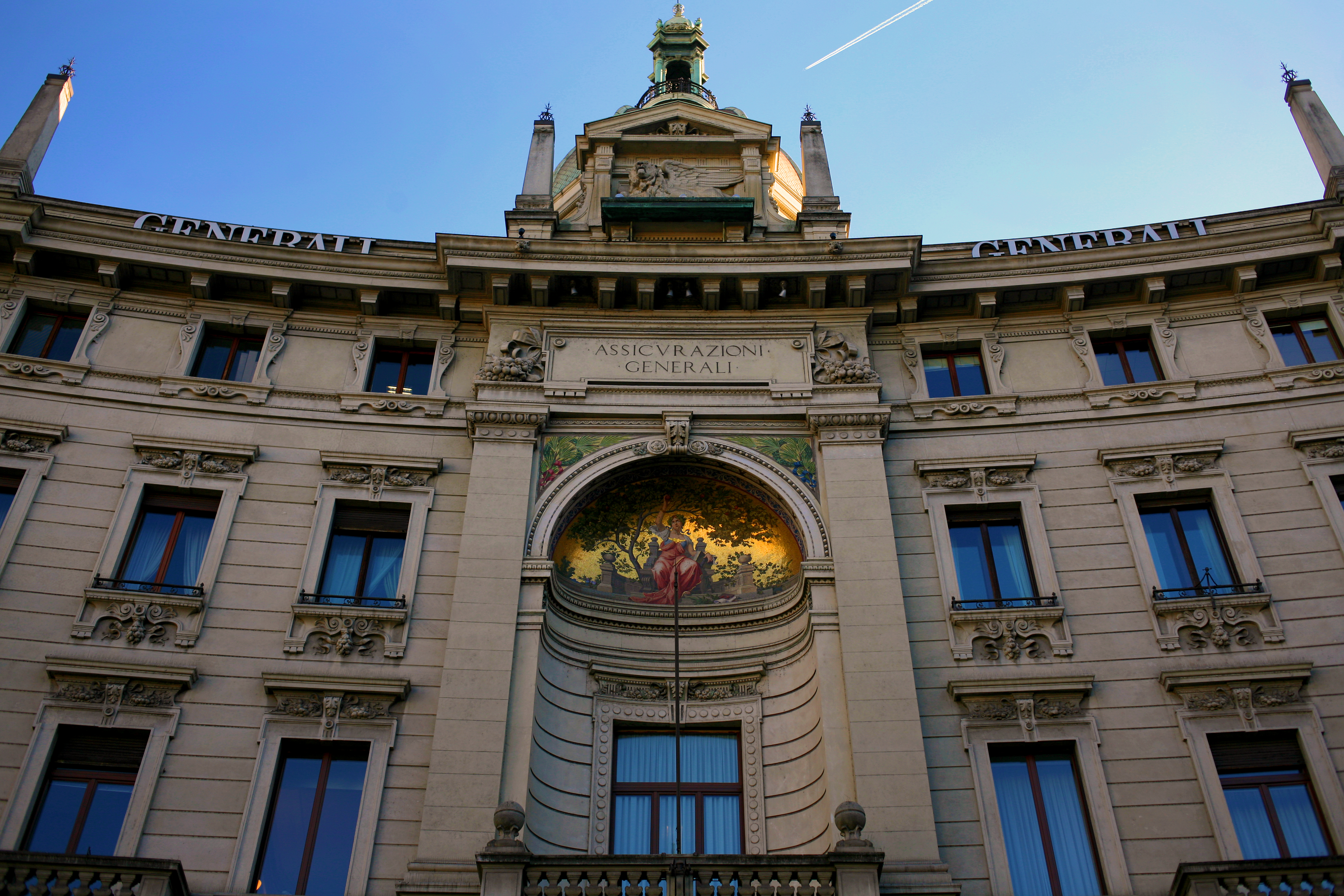
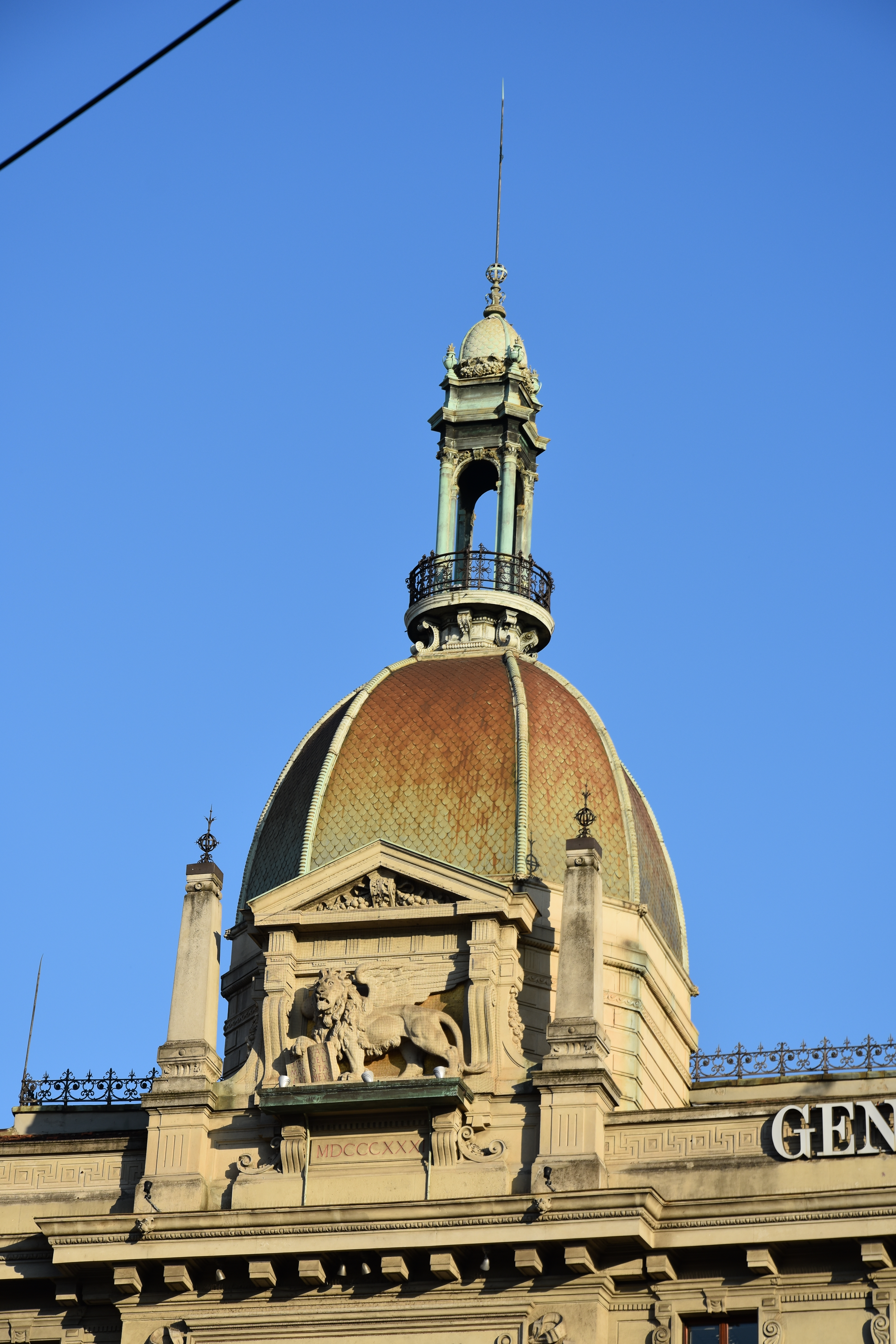
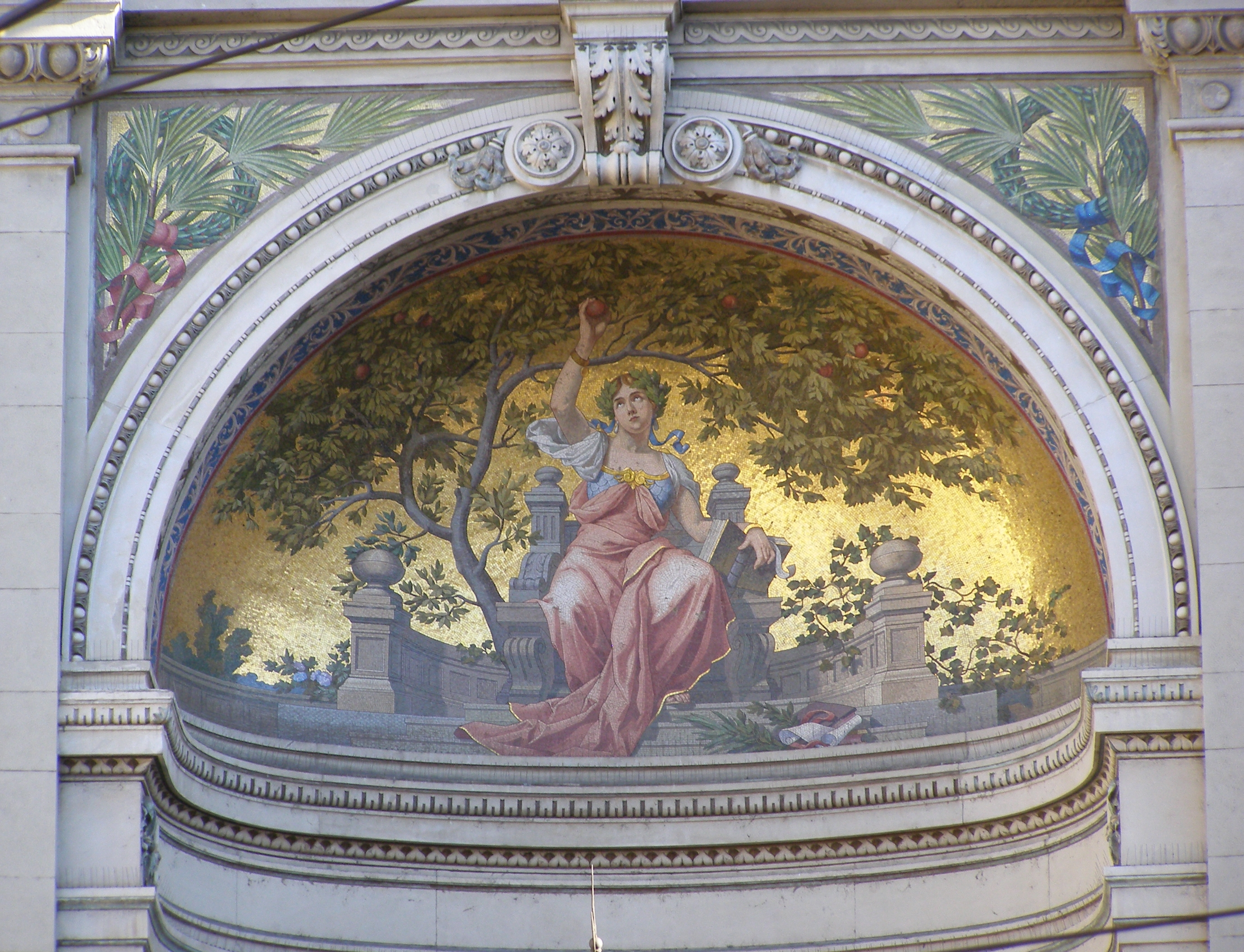

O Palazzo delle Assicurazioni Generali é um edifício histórico em Milão na Itália.

## História
O edifício foi projetado pelo arquiteto italiano Luca Beltrami para se tornar a sede em Milão da companhia de seguros Assicurazioni Generali. A construção começou em 1897 e foi concluída em 1901.
Foi convertido em um hotel de luxo em 2023, o Palazzo Cordusio Gran Meliá.

## Descrição
O edifício está situado na Piazza Cordusio, uma importante praça no centro de Milão. Apresenta uma fachada côncava que se adapta à forma elíptica da praça e abriga um grande nicho com mosaicos e uma cúpula octogonal coroada por uma lanterna no telhado.